# 23755 Sergiolozano
23755 Sergiolozano là một tiểu hành tinh vành đai chính với chu kỳ quỹ đạo là 1273.2625961 ngày (3.49 năm).
Nó được phát hiện ngày 22 tháng 5 năm 1998.